# Panonská marka
Panonská marka (latinsky Marcha Pannonium) neboli Východní marka (latinsky Marcha orientalis) byla hraničním územím (tj. markou) Franské říše, jež zřídil roku 795 jako Avarskou marku Karel Veliký na jihovýchodní hranici svého impéria ke kontrole poplatných Avarů a po roce 820 Slovanů, kteří se do Uherské nížiny rozšířili.

## Historický vývoj
Marka se rozkládala podél toku Dunaje od kraje Traungau a slovanského knížectví Karantánie v povodí Drávy až po dnešní město Szombathely a řeku Rábu, včetně Vídeňské pánve. Do poloviny 9. století se rozšířila až do dnešní Slavonie a západní Vojvodiny. V té době vzniklo v Panonii slovanské tzv. Blatenské knížectví, závislé na Východofranské říši. To už byla úkolem marky ochrana proti Velké Moravě. Když ta zanikla pod náporem Maďarů, skončila i Panonská marka. Její jižní části na sklonku 9. století ovládlo Chorvatsko a západní část byla po půlstoletí turbulencí a porážce Maďarů na řece Lechu r. 955 připojena k Bavorsku jako Východní marka bavorská; jejím prvním známým správcem byl do r. 976 řezenský purkrabí Burchard. K r. 996 je v privilegiu císaře Oty III. poprvé označena jako Marchia austriaca).
Jméno území dlouho nebylo ustálené: v některých dokumentech je Panonská marka označována jako terminum regni Baioariorum in Oriente - „východní konec Bavorského království (sic!),“ případně "marka mezi Uhry a Bavorskem" (Dětmar Merseburský na poč. 11. stol.).

## Markrabí
Seznam není kompletní
- Vilém I.  821-835
- Radbod, do 856
- Karloman Východofranský, 856–863
  - Vilém II., do 871
  - Engilšalk I., do 871
- Aribo Rakouský, 871–909 (898?)
  - Engilšalk II., syn Engilšalka I., vládl v opozici k Aribovi
  - Isanrik, 898-901
  - Luitpold, 893–907